# RoboCop (datorspel)
RoboCop är ett beat 'em up / run-and-gun arkadspel som utvecklades och publicerades av Data East 1988, baserat på filmen från 1987 med samma namn. Det underlicensierades till Data East av Ocean Software, som erhöll rättigheterna från Orion Pictures på manusstadiet. Spelet porterades senare av Data East och Ocean Software till olika hemdatorer.

## Mottagande
Datormagazin ansåg att C64-versionen av spelet var enformig och svår, och spelet fick 2.5 i medelvärde.